# Stan Penridge
Stan Penridge, född 1951 i Port Chester, New York, avliden 11 maj 2001 i Austin, Texas. Kusin och ständig låtskrivarpartner till Peter Criss från hårdrocksbandet KISS.
Penridge skrev tillsammans med Criss bland annat låtarna "Beth", "Hooligan" och "Baby Driver" som gavs ut med Kiss, och 6 av 10 låtar på Peter Criss första soloalbum från 1978. Flera av låtarna på soloalbumet skrevs redan 1971 för deras gemensamma band Lips.